# 汤华中
湯華中（1968年3月—）是一位中国數學家，北京大学数学科学学院科学与工程计算系教授、博士生导师，2013年冯康科学计算奖得主。

## 生平
汤华中於1986年畢業於珥陵中学；1990年畢業於苏州大学数学系；1993年獲得南京航空航天大学数理学系理学硕士，1996年獲得空气动力学系工学博士。现任职于北京大学数学科學學院教授， 担任北京大学数学科学学院科学与工程计算系系主任。
汤华中是德国洪堡研究奖学金获得者，教育部“新世纪优秀人才支持计划”入选者，国家自然科学杰出青年基金获得者。担任國際學術雜誌《計算物理學期刊》（Journal of Computational Physics）的副主编及《國際流體數值方法期刊》（International Journal for Numerical Methods in Fluids）和国内杂志《計算物理》的编委职务。 
2013年10月19日，在长沙召开的第12届全国高校计算数学年会上，因其在研究激捕捉方法的机理和构造双曲守恒律方程的高分辨率格式所取得的成就获得第十届“冯康科学计算奖”。
2016年任湘潭大学数学与计算科学学院院长。